# .no
.no är Norges huvudsakliga toppdomän. Den administreras av Norid. Samma organisation administrerar .sj för Svalbard och Jan Mayen och .bv för Bouvetön.

## Historik
.no-domänen aktiverades 1983 och administrerades inledningsvis av Pål Spilling på Televerkets forskningsinstitutt. År 1987 fördes ansvaret över till Uninett vilket senare blev deras Norid-avdelning.
Organisationer var under en period begränsade till en domän per organisation och privatpersoner kunde inte registrera domäner. Orgsanisationer fick rätt till fler domännamn från 19 februari 2001. Privatpersoner kunde registrera adresser med underdomänen priv.no från 2011 och från 2014 kan de även registrera vanliga .no-domäner.
Den 9 februari 2004 blev det möjligt att registrera adresser med de norska bokstäverna æ, ø och å samt ett antal andra, inklusive ä, ö och bokstäver som används i samiska språk.